# Son Espanyol
Son Espanyol es un barrio de la ciudad de Palma de Mallorca, Baleares, España.
Se encuentra delimitado por los barrios de Es Secar de la Real, Establiments y Son Sardina.
Este pequeño barrio se encuentra conectado con la ciudad de Palma a través de la única línea de la EMT que transcurre por allí, la 9, con una frecuencia horaria y con destino desde y hacia la Puerta San Antonio de Palma. También puede accederse a través de la línea de metro (Palma de Mallorca – Universidad de las Islas Baleares) o la línea 19 que llega hasta la UIB.
Alcanzaba en el año 2007 la cifra de 623 habitantes.
- Datos: Q3807132